# سیوی
سیوی شهری در شهرستان کوکا در استان بانوا در بورکینافاسوی غربی است و جمعیت آن ۴,۳۸۳ نفر است.